# لويس ماكدوغال
لويس ماكدوغال (بالإنجليزية: Lewis MacDougall)‏ (مواليد 5 يونيو 2002 في إدنبرة)، هو ممثل أفلام اسكتلندي بدأ مسيرته الفنية عام 2015. أهم أعماله دور البطولة في فيلم الفانتازيا دعوة الوحش سنة 2016.

## أعماله
- بان (2015)
- دعوة الوحش (2016)

## وصلات خارجية
- لويس ماكدوغال على موقع IMDb (الإنجليزية)
- لويس ماكدوغال على موقع قاعدة بيانات الفيلم (الإنجليزية)